# 古诗十九首
古詩十九首是一組中國五言古詩的统稱。這些诗共有十九首，一般认为是汉朝的一些无名诗人所作。最早由梁代昭明太子萧统编入《昭明文选》，并命名“古诗十九首”。歷代都對古诗十九首有很高的評價，對後世的诗歌創作有巨大影響。

## 作者及內容
古詩十九首不是一個人的作品，作者不可考，大抵成於東漢文人之手。最初收入《文选》时，没有著录作者的名字。刘勰首倡“两汉”，又说《冉冉孤生竹》一篇是傅毅所作，王世贞猜测“杂有枚生或张衡、蔡邕作”，徐陵《玉臺新詠》以为其中八首为汉初枚乘所作，但是后人多认为这种说法不可信。
现在一般认为这不是一个人的作品，也不是一个时期的作品。人们根据诗歌内容题材和语言风格方面的特征，推测它们产生于东汉末期前后。尽管没有确切的证据，人们仍然对这些诗歌的作者有许多猜测和争论。郑宾于《中国文学流变史》推测“十九首”最晚的作于西晋，但仅是推测，缺乏实证。例如，有些人认为这些诗歌都出自文人之手，理由是他们认为这些诗歌的语言显然是经过锤炼的，不像典型的民歌；但也有人认为古诗十九首有鲜明的民歌特色，理由是他们认为这些诗歌用通俗易懂的语言描写一般人的感受和境遇。鍾嶸《詩品》：“古詩其體源於國風”，王士禎《漁洋詩話》云：“風雅後有楚騷，楚騷後有十九首，風會變遷，非緣人力，然其源流則一而已矣。
后人为区分的方便把每首诗的“首句”用作诗题，依次为：
1. 《行行重行行》
2. 《青青河畔草》
3. 《青青陵上柏》
4. 《今日良宴会》
5. 《西北有高楼》
6. 《涉江采芙蓉》
7. 《明月皎夜光》
8. 《冉冉孤生竹》
9. 《庭中有奇树》
10. 《迢迢牵牛星》
11. 《迴车驾言迈》
12. 《东城高且长》
13. 《驱车上东门》
14. 《去者日以疎》
15. 《生年不满百》
16. 《凛凛岁暮》
17. 《孟冬寒气至》
18. 《客从远方来》
19. 《明月何皎皎》

古詩十九題材內容包括羈旅行役、羈旅愁懷，遊子懷鄉、居人念遠；鄉愁閨怨、閨人怨別、離別相思；自傷所遇、宦途失意、游宦無成；抒寫友情，慨嘆人生短促，亦有追求享樂名位和服藥求仙。詩歌思想感情複雜，共同特徵是對人生無常和歲月易逝，表現出無限感傷。

## 風格特色
古詩十九首長於抒情，意悲而遠，善用比興，如「胡馬依北風，越鳥巢南枝」、「浮雲蔽白日，游子不顧反」；詩句融情入景，寫景於情，如《迢迢牽牛星》；也有寫作者的內心活動，抒情中帶敘事，如《西北有高樓》。手法或婉轉含蓄，如「相去日已遠，衣帶日已緩」；或感情真率直率，如「昔為倡家女，今為蕩子婦；蕩子行不歸，空床獨難守」。
古詩十九首遣詞用字樸淡，語言不假雕飾，淺近自然，多用疊字，語句卻又異常簡鍊，含義豐富。

## 地位
作者不可考的古詩十九首，標誌著文人五言詩已達到成熟期，是五言詩發展成熟的標誌，在中國文學史上得到極高的評價。
古詩十九首有民歌「感於哀樂，緣事而發」的特質，又有文人的錘鍊，是漢樂府光輝的總結，對後世詩歌的發展有深遠的影響。

## 评价
古诗十九首被认为是中国古代最早的一些五言古诗，上承《詩三百·國風》之餘緒，下啟建安文學之詩風，影响了后世诗人的创作，历代的诗评作家都给予了极高的评价。这些评价大多都认为，古诗十九首语言质朴直率，意境深婉，是五言诗中的极品。
例如，钟嵘《诗品》中说：“文温以丽，意悲而远，惊心动魄，可谓几乎一字千金。”刘勰《文心雕龙》中说：“观其结体散文，直而不野，婉转附物，怊怅切情，实五言之冠冕也。”明代胡应麟《诗薮》中则说：“兴象玲珑，意致深婉，真可以泣鬼神，动天地。”沈德潜说：“古诗十九首，不必一人之辞，一时之作。大率逐臣弃妻，朋友阔绝，游子他乡，死生新故之感。或寓言，或显言,或反复言。初无奇辟之思，惊险之句，而西京古诗，皆在其下。”
近代学者梁启超、罗根泽、俞平伯等学术大家，皆著文参与了讨论。梁启超认为“十九首”虽不是一个人所作，“却是一个时代——先后不过数十年间所作”。方东树在《昭昧詹言》中说，“十九首须识其‘天衣无缝’ 处”。张中行认为，古诗十九首“写一般人的境遇以及各种感受，用平铺直叙之笔，情深而不夸饰，但能于静中见动，淡中见浓，家常中见永恒”。